# Zillierbach

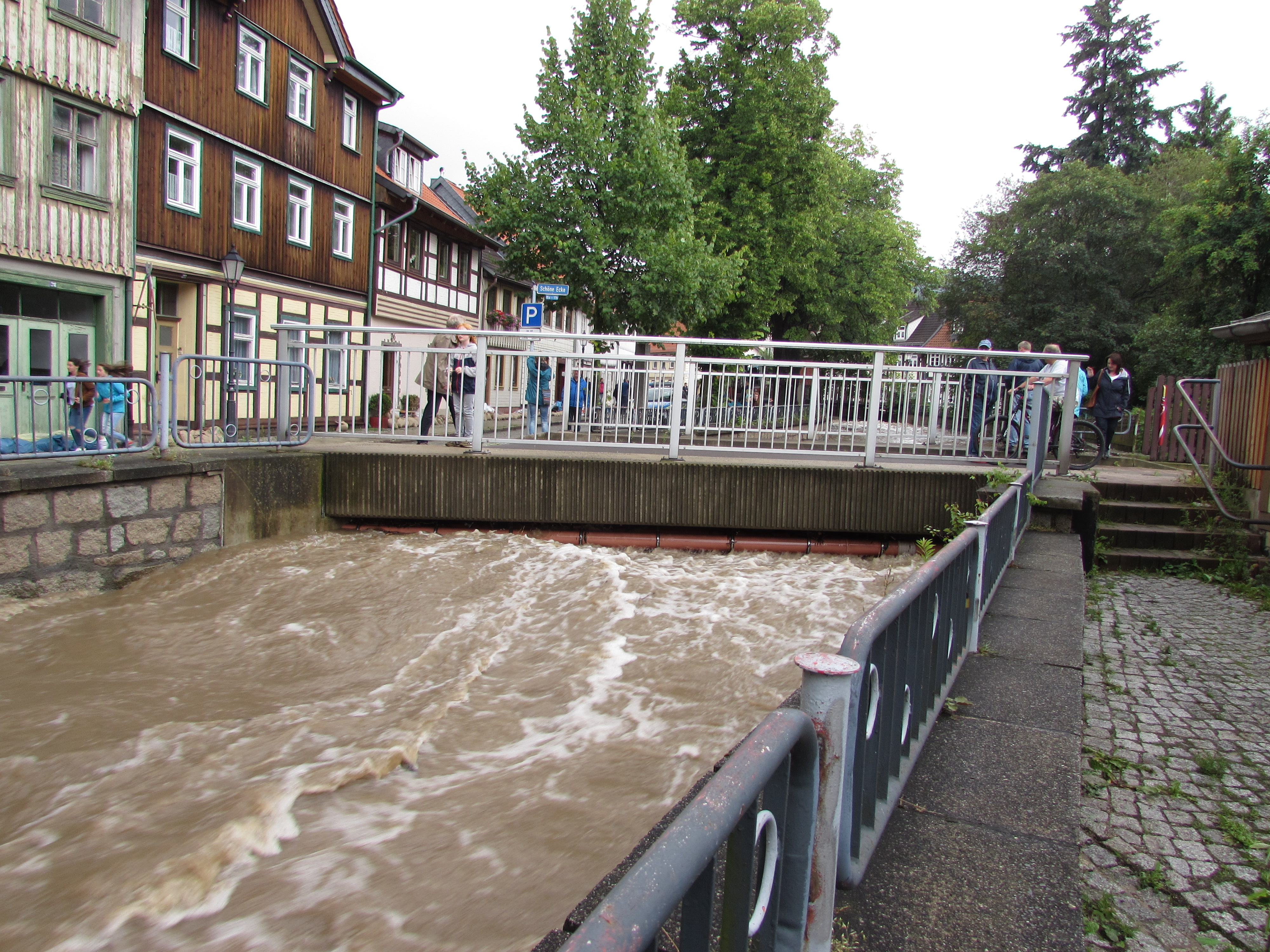
Zillierbach in Wernigerode im Juli 2017 beim Hochwasser im Harz und Harzvorland

Der Zillierbach [tsiˈli:ɐbaχ] (auch Zillier-Bach und im Unterlauf Flutrenne genannt; früher Holtemme, später Zilgerbach) ist ein 14,7 km (mit Wormsgraben 16,3 km) langer, orografisch rechter und südöstlicher Zufluss der Holtemme im Harz im Landkreis Harz in Sachsen-Anhalt. Sein Einzugsgebiet ist 10,7 km2 groß.

## Verlauf
Der Zillierbach entspringt innerhalb des Naturparks Harz/Sachsen-Anhalt im Nationalpark Harz auf der Ostflanke des Hohnekamms, der die Hohneklippen trägt. Seine Quelle liegt unterhalb des Hohnekopfs etwa 1 km nordwestlich von Drei Annen Hohne nahe dem Natur-Erlebniszentrum HohneHof (ehem. Forsthaus Hohne) auf etwa 610 m ü. NN.
Nach 480 m vereinigt sich der Quellbach mit dem stärkeren Wormsgraben, der Wasser von der Wormke zum Zillierbach führt und hydrografisch als Oberlauf des Zillierbaches gerechnet wird. Der gut 2 km lange Wormsgraben wurde mit geringem Gefälle auf der Süd- und Südostflanke der Hohneklippen angelegt.
Von diesem Zusammenfluss fließt der Zillierbach südsüdostwärts und erreicht bei Verlassen des Nationalparks Drei Annen Hohne, das an der Landesstraße 100 (Schierke–Hasserode) liegt. Von dort verläuft er in nordöstlicher Richtung und speist den Zillierbachstausee (Stauziel: 470,19 m ü. NN). Im unterhalb davon gelegenen Mühlental passiert der Bach erst den Peterstein und danach entlang der Bundesstraße 244 den Scharfenstein und die Siedlung Voigtstieg (zu Wernigerode). Sein nordwestwärts gerichteter Unterlauf, der entlang der B 244 durch Nöschenrode und Wernigerode fließt, wird auch Flutrenne genannt.
Nach Passieren des Westerntorturms in Wernigerode und dortigem Unterqueren der B 244 mündet der Zillierbach schließlich westlich vom Bahnhof Wernigerode-Westerntor auf 235,1 m ü. NN in den Bode-Zufluss Holtemme. Somit ergeben sich 374,9 m Höhenunterschied.
Schon mit seinem natürlichen Quellbach (14,68 km) und erst recht mit dem Wormsbach (zus. 16,28 km) und der oberen Wormke (zus. 18,28 km) ist der Zillierbach deutlich länger als die Holtemme oberhalb seiner Mündung (10,74 km).

## Geschichte
Der Zillierbach hieß bis in das 16. Jahrhundert Holtemme, dann ab 1558 Zilgerbach. Erst später bekam er seinen heutigen Namen. Die unbeständige Wasserführung des Bachs wurde durch den künstlich angelegten Wormsgraben bereits Ende des 12. Jahrhunderts ausgeglichen. Vom Mittelalter bis zum Bau der Zillierbachtalsperre (1934–1936) trieb der Bach die Mühlen, wie die Waldmühle, im Bachabschnitt zwischen Voigtstieg und Wernigerode an. Dieser Talabschnitt heißt heute noch Mühlental.
Im Mühlental befanden sich zahlreiche Mühlen, die Laufe der Zeit unterschiedlich genutzt wurden. So ist die ehemalige Waldmühle im oberen Mühlental heute Gaststätte und Sporteinrichtung. Unmittelbar darunter liegt die ehemalige Hartmannsmühle, die heute als Alte Mühle firmiert und einen Hotel- und Pensionsbetrieb beherbergt. Weiter bachabwärts folgten die sogenannte Mostrichmühle sowie die Storchmühle, eine bekannte Gaststätte, zu DDR-Zeiten Konsum-Großgaststätte, die vor einigen Jahren abgerissen wurde.

## Lebensraum und ökologische Durchlässigkeit
Der Zillierbach beheimatet eine Reihe seltener Wildfische, darunter die geschützte Bachforelle, das Wappentier sowohl der Stadt Wernigerode als auch des Landkreises Harz. Neben der Bachforelle lässt sich in dem Gewässer auch die Elritze, der Gründling und die Schmerle finden. Zur Verbesserung der ökologischen Durchlässigkeit des Zillierbachs wurde von 2000 bis 2002 ein von der Deutschen Bundesstiftung Umwelt gefördertes Projekt durchgeführt, in dessen Rahmen fünf Querbauwerke mit Fischtreppen versehen wurden, um eine durchgehende Passierbarkeit zum Beispiel für die Bachforelle herzustellen. Das Projekt war mit ausschlaggebend für die Auszeichnung der Stadt Wernigerode im Rahmen des Wettbewerbs „Bundeshauptstadt Naturschutz“.

## Wasserwirtschaftliche Bedeutung
Bei einer Jahresabflussmenge von rund 4,7 Mio. m3 werden für die Trinkwasserversorgung im Mittel jährlich 2,92 Mio. m3 zur Verfügung gestellt, versorgt werden vor allem Wernigerode und die umliegenden Ortschaften.